# Edda Valente
Edda Valente (Vicenza, 1927 – Roma, 2005) è stata un'attrice italiana.

## Il teatro
Nasce a Vicenza nel 1927. Terminati gli studi superiori si trasferisce a Roma per frequentare l'Accademia nazionale d'arte drammatica, presso la quale consegue il diploma con un lavoro sull'Aminta di Torquato Tasso (un saggio per la regia di Orazio Costa).
Fin dall'inizio della sua carriera ottiene scritture prestigiose, lavorando tra l'altro con Renzo Ricci nell'Antonio e Cleopatra di William Shakespeare (1951). Nel 1960 è la Pizia nelle Eumenidi di Eschilo tradotte da Pier Paolo Pasolini per la regia di Vittorio Gassman e Luciano Lucignani. Nel 1964, a fianco di Corrado Pani e Gian Maria Volonté, interpreta la protagonista delle due commedie goldoniane La putta onorata e La buona moglie dirette da Luca Ronconi al Teatro Valle di Roma.
Lavora al Teatro Olimpico di Vicenza, ai Teatri Stabili di Torino e Genova, al Politeama Rossetti (Teatro Stabile del Friuli - Venezia Giulia) a Trieste e al Piccolo Teatro di Milano. Tra le sue performance al Piccolo si segnalano il primo Campiello del 1975 (nel ruolo di Orsola) e la prima edizione de L'anima buona di Sezuan di Bertold Brecht (1980 e ancora nel 1993), sempre per la regia di Giorgio Strehler.
Negli anni ha condiviso il palcoscenico del Piccolo Teatro di Milano, da Parigi a Mosca, da San Pietroburgo a Berlino, con Tino Carraro e Renato De Carmine. Ha recitato con Peppino De Filippo, Valentina Cortese, Cesco Baseggio, Giorgio Albertazzi, Edda Albertini e Valentina Fortunato.
A dirigerla, registi quali Luchino Visconti, Mario Missiroli, Gabriele Lavia, Maurizio Scaparro e molti altri, ma soprattutto il suo grande maestro Giorgio Strehler, su un repertorio che spazia da Strindberg a T.S. Eliot passando per i grandi classici greci: memorabile la sua interpretazione della nutrice al fianco di Mariangela Melato nella Medea di Euripide diretta da Giancarlo Sepe.

## Vicenza, il Teatro Olimpico e l'Accademia
Edda Valente mantiene per tutta la vita un forte legame con la sua città natale, Vicenza. Negli anni Sessanta, in particolare, calca a più riprese lo straordinario palcoscenico del palladiano Teatro Olimpico: 
- Sofocle, Elettra, regia Edmo Fenoglio (1961)
- Molière, Le donne sapienti, regia di Alessandro Brissoni (1962)
- Pedro Calderón de la Barca, Casa a due porte non puoi sorvegliare, regia di Alessandro Brissoni (1963)
- Lope de Vega, I matti di Valenza, regia di Giuseppe di Martino (1964)
- Miguel de Cervantes, Pedro de Urdemalas, regia di Attilio Colonnello (1966)
- Wolfgang Goethe, Urfaust, regia di Virginio Puecher (1969)

Come riconoscimento per la prestigiosa carriera nel campo delle arti drammatiche, il 18 dicembre 1999 Edda Valente è nominata Accademico Olimpico Onorario.

## Il fondo Valente
Alla sua morte, una raccolta di oggetti a lei appartenuti è stata donata dalla sorella Francesca Valente al Museo Teatrale del Burcardo, sede della collezione teatrale di proprietà della SIAE. Il Fondo Edda Valente è oggi costituito da copioni, ritagli di stampa, programmi di sala, locandine, fotografie, corrispondenza e quaderni autografi, documenti vari.

## Il cinema
- La statua incantata (1967)
- Sepolta viva (1973)
- Medea (1989)